# Galanthus reginae-olgae
Galanthus reginae-olgae är en amaryllisväxtart som beskrevs av Theodhoros Georgios Orphanides. Galanthus reginae-olgae ingår i släktet snödroppar, och familjen amaryllisväxter. IUCN kategoriserar arten globalt som sårbar.

## Underarter
Arten delas in i följande underarter:
- G. r. reginae-olgae
- G. r. vernalis

## Bildgalleri

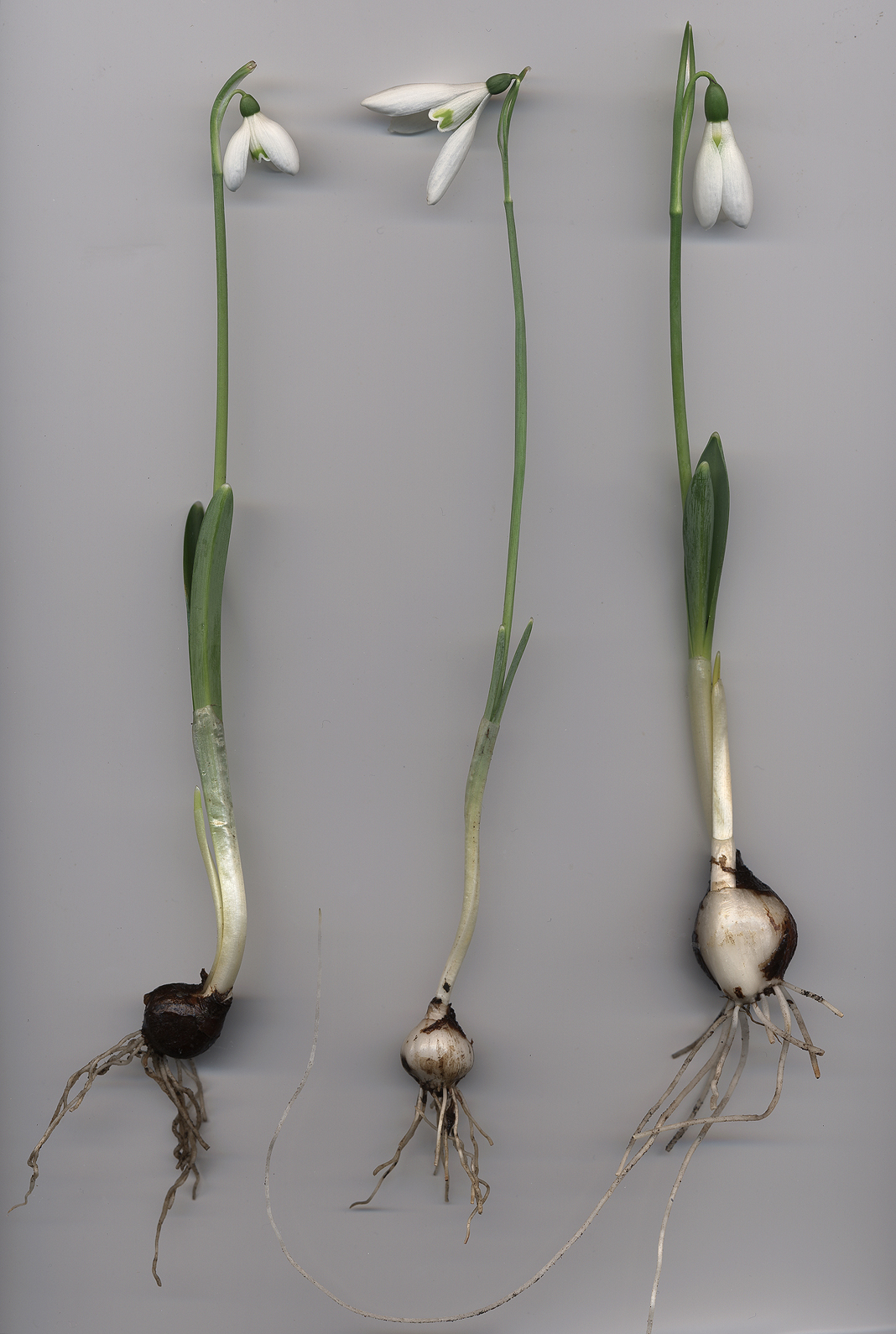
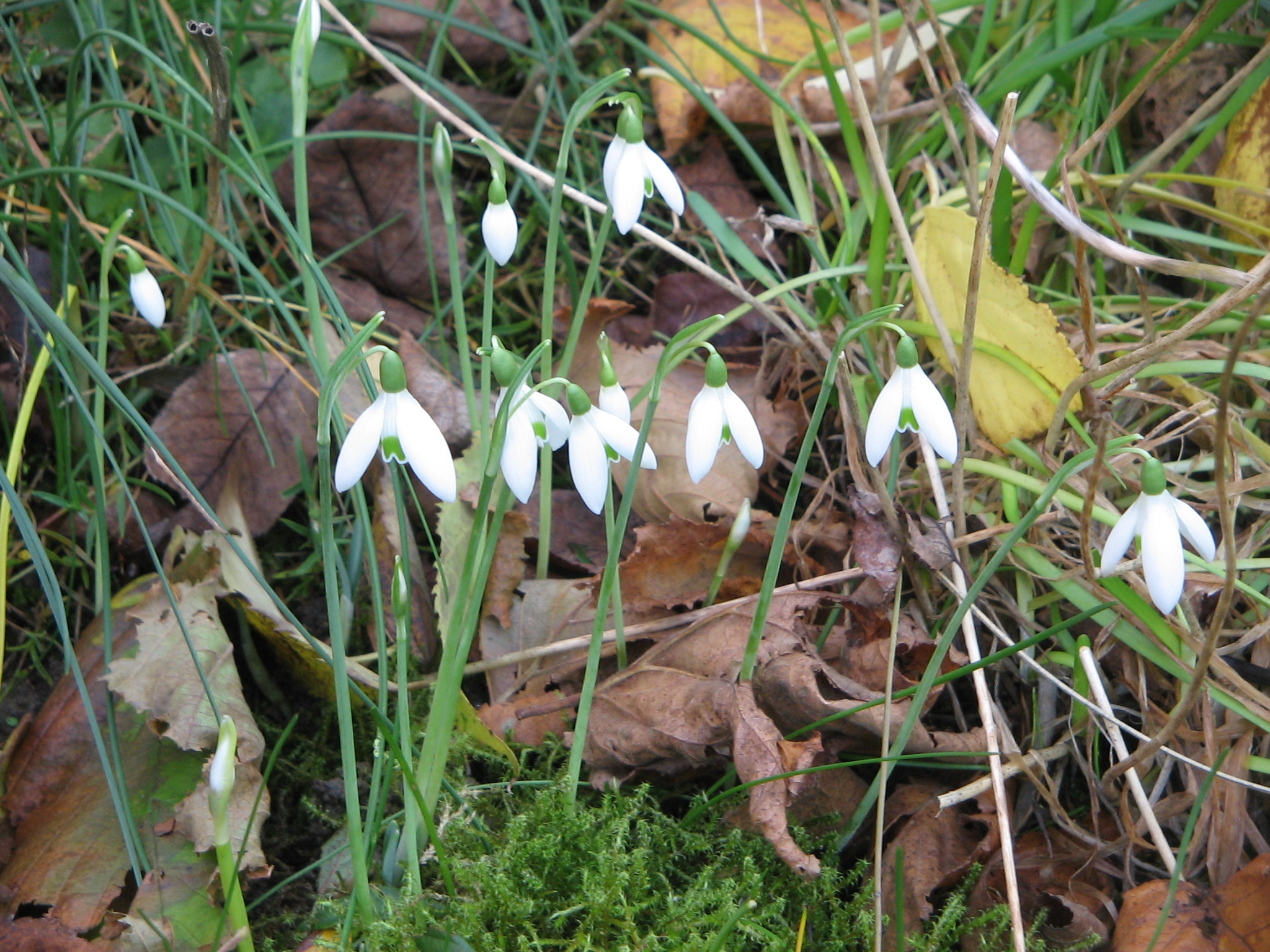
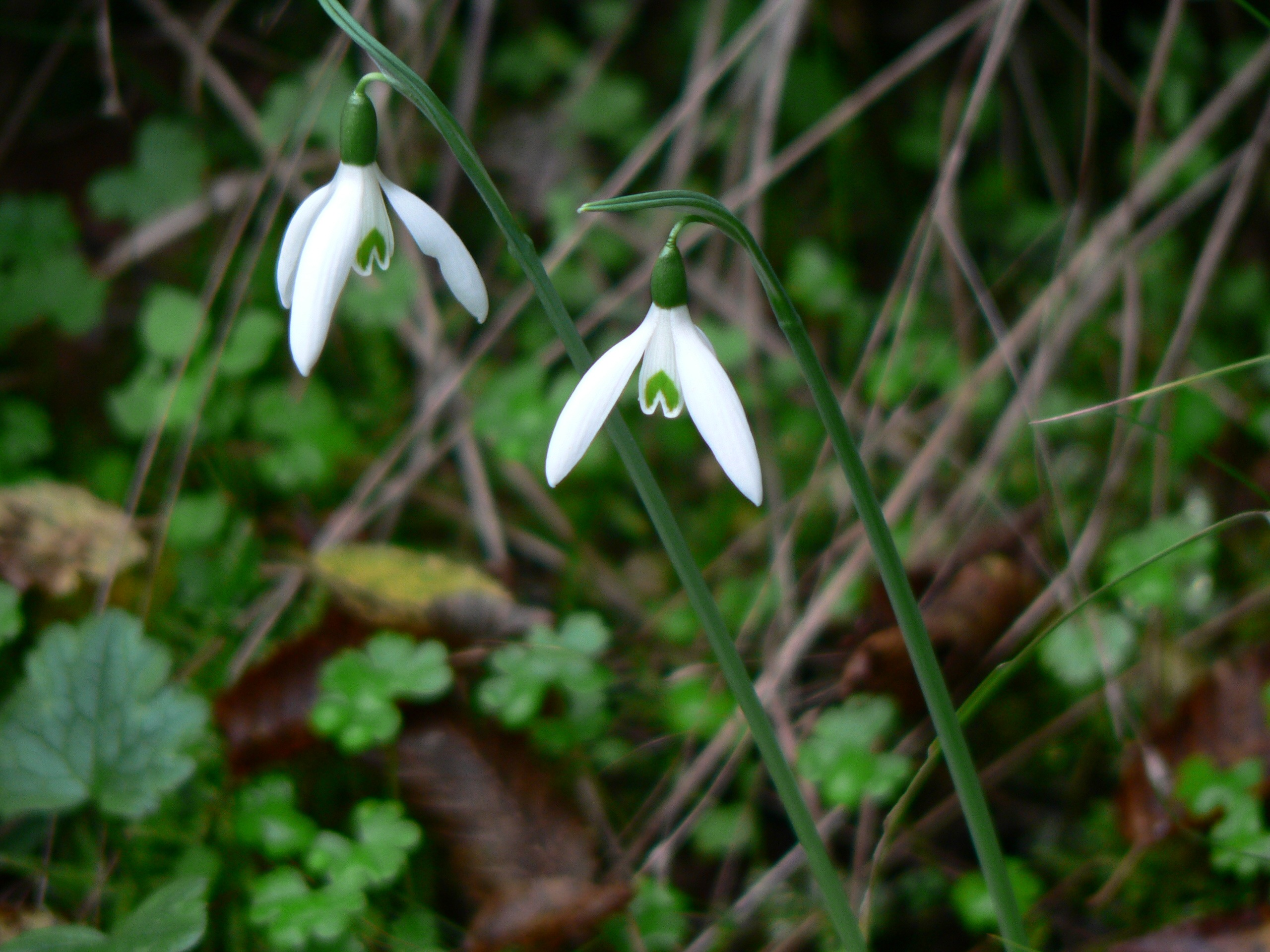
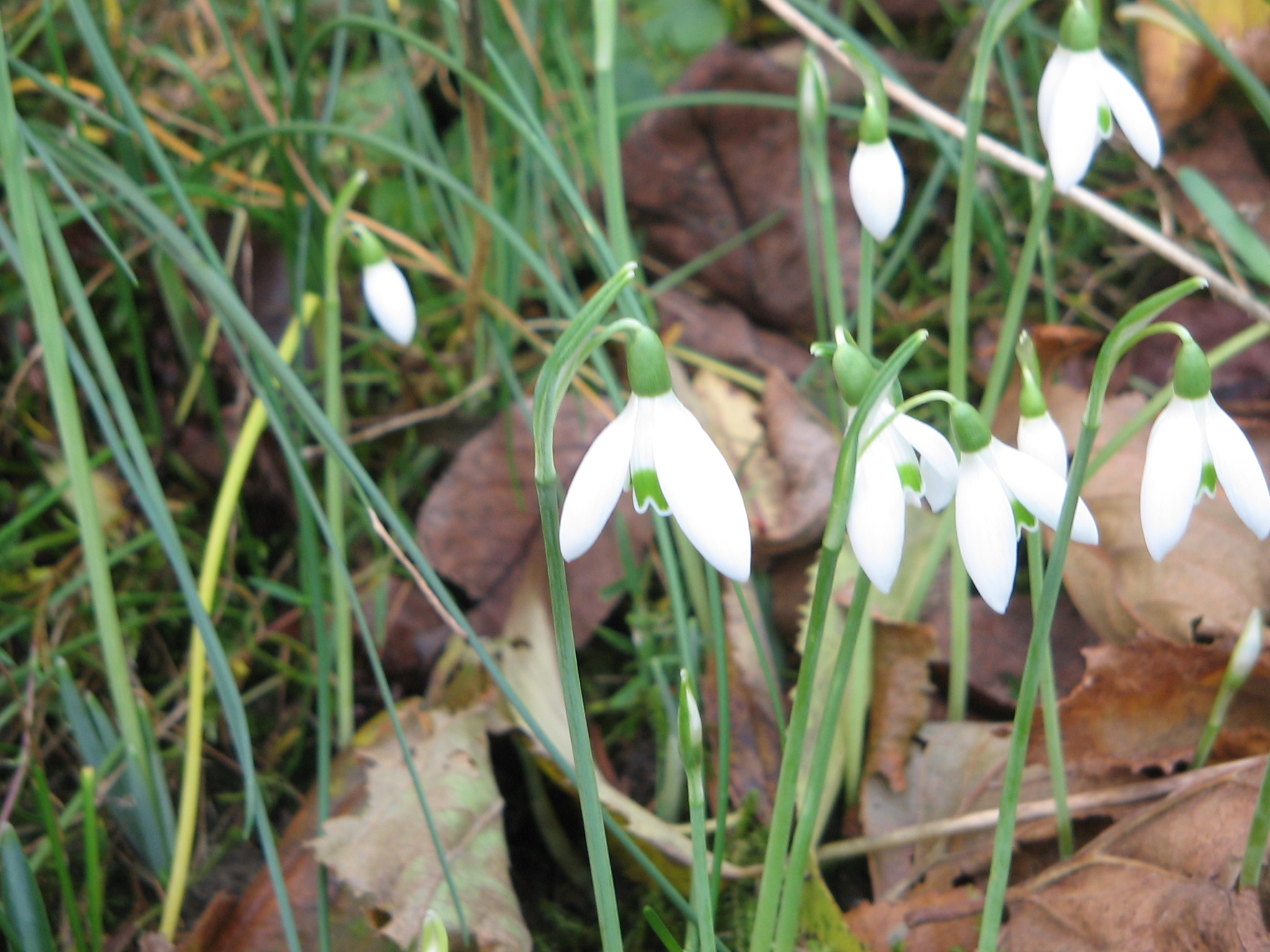
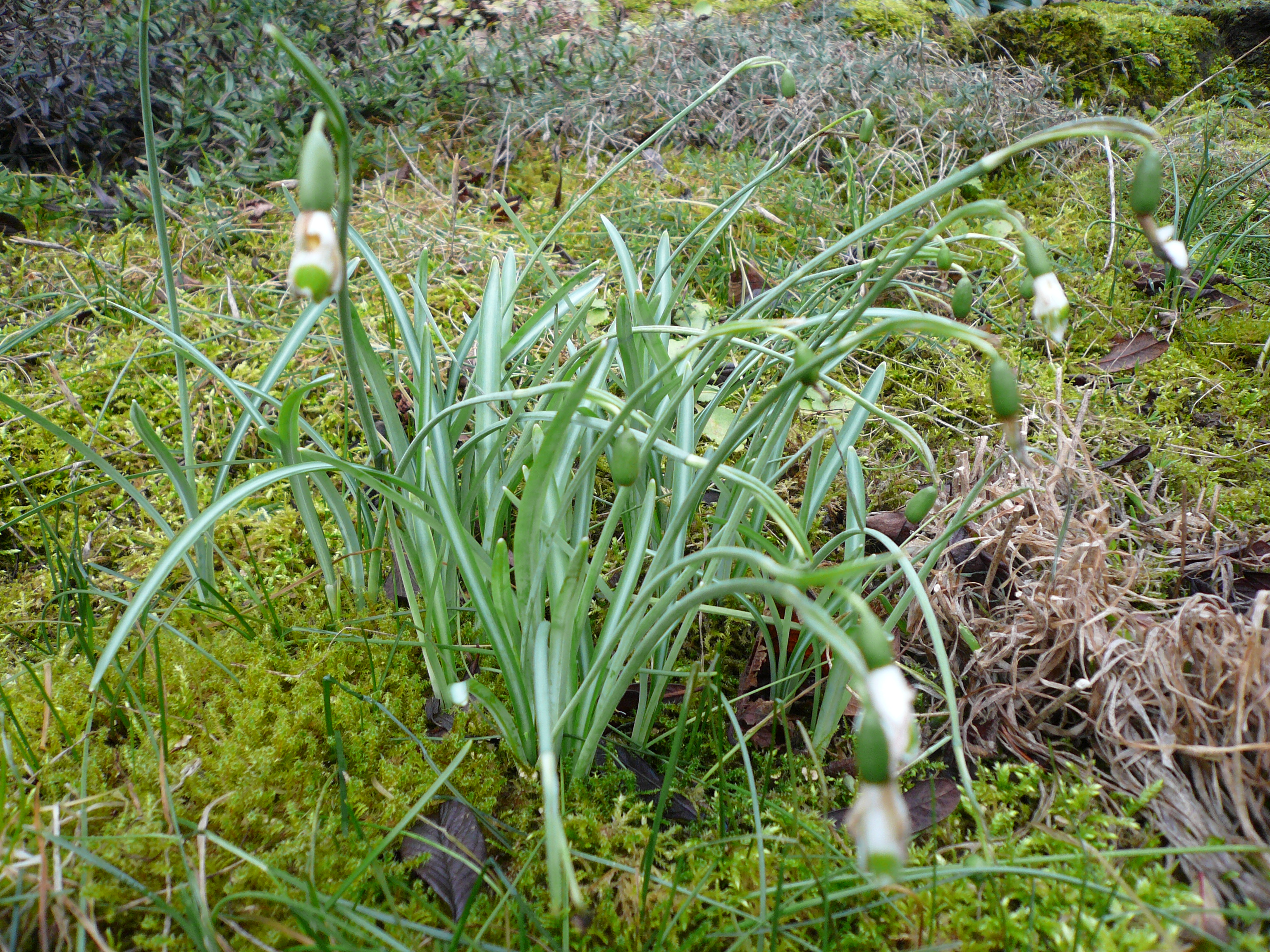
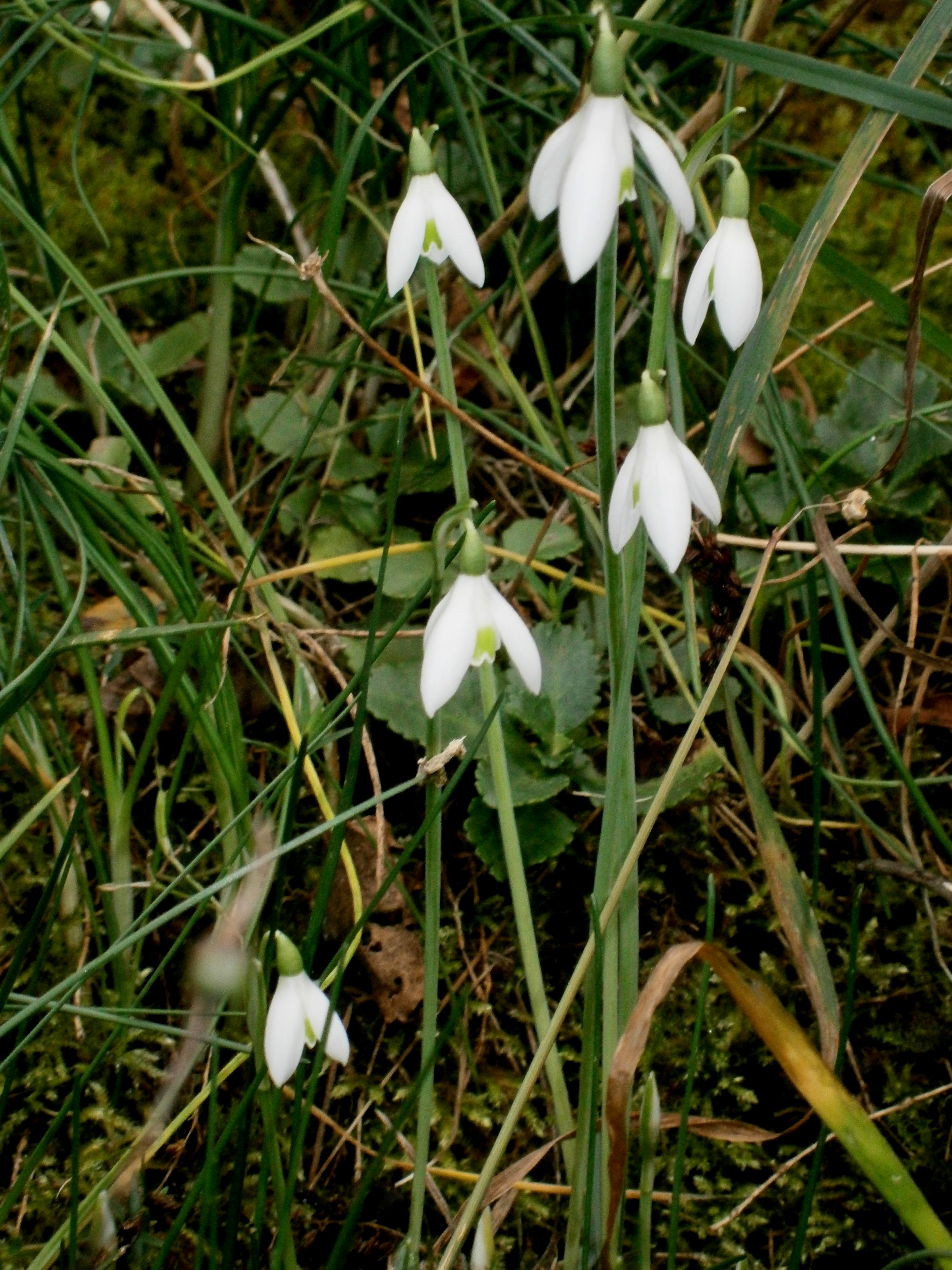